# Billy Lush
Billy Lush (nacido el 30 de noviembre de 1981) es un actor estadounidense de New Haven, Connecticut. Se graduó de Coral Springs High School en Coral Springs, Florida, en 1999. Luego asistió a la Universidad Estatal de Florida para seguir teatro.
Es conocido por su interpretación de Kevin Donnelly en el drama The Black Donnellys, que fue cancelado por NBC en abril de 2007. Harold James Trombley en la miniserie Generation Kill. Interpretó a Liam Hennessy, un policía encubierto en la mafia irlandesa, en The Chicago Code.

## Filmografía
- Straw Dogs (2011)
- Norman (2009)
- One Night (2006)
- Beautiful Dreamer (2006)
- Arc (2006)
- A Million Miles to Sunshine (2004)
- Stateside (2004)
- Soleado (2004)
- Flights (2002)

## Televisión
- The Glades (2011)
- The Chicago Code (2011)
- Trauma (2009)
- Cold Case (2009)
- Terminator: The Sarah Connor Chronicles (2008)
- Generation Kill (2008)
- The Black Donnellys (2007)
- Huff (2006)
- Six Feet Under (2005)
- ER (2005)
- Without a Trace (2005)
- Law & Order: Criminal Intent (2003, 2005)
- Clubhouse (2005)
- Law & Order: Special Victims Unit (2002)
- Hack (2002)